# Samuel Billigheimer

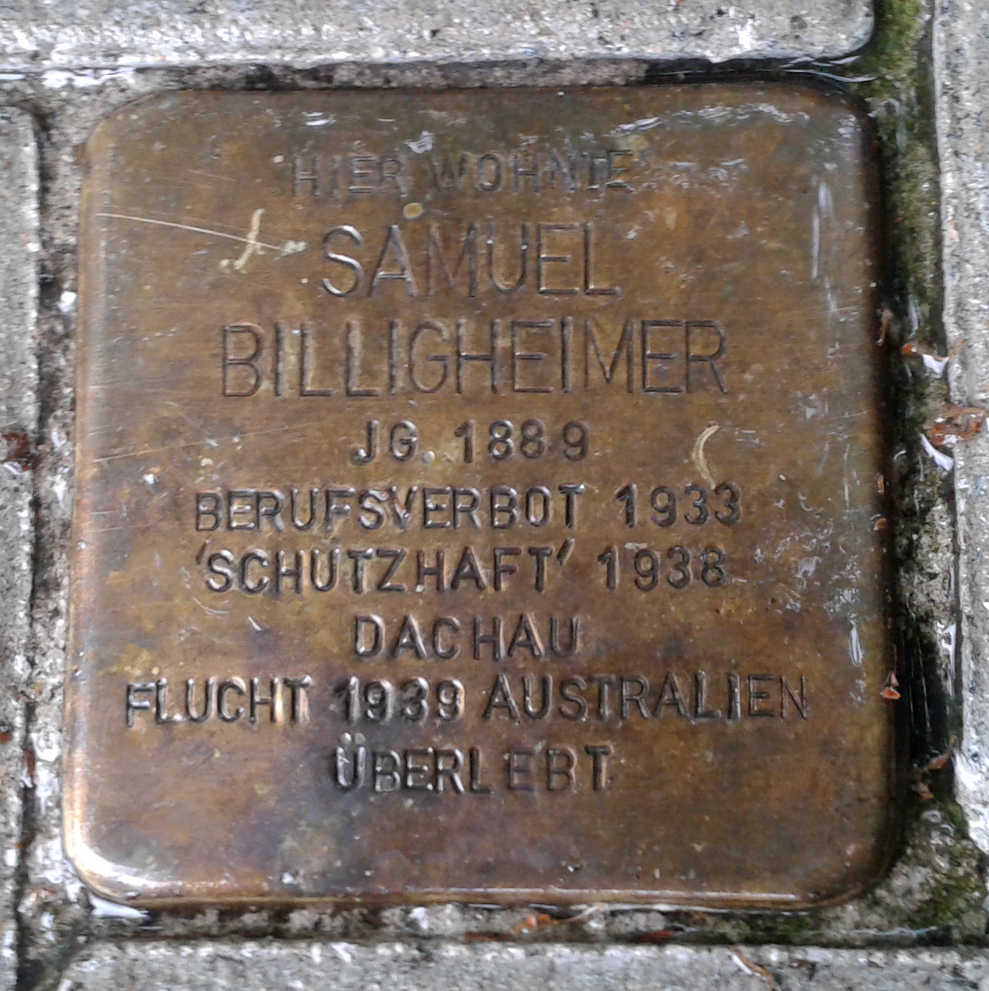
Stolperstein für Samuel Billigheimer

Samuel Billigheimer (* 3. August 1889 in Feudenheim; † 17. Mai 1983 in Melbourne) war ein deutscher Lehrer und Schriftsteller.

## Leben
Billigheimer kam als Sohn des Kantors und Religionslehrers Karl Billigheimer (1864–1931) und seiner Frau Karoline, geb. Hess (1869–1943) auf die Welt. Er legte 1907 das Abitur am Realgymnasium in Mannheim ab. Anschließend studierte er in Heidelberg Latein, Englisch und Französisch und wurde 1911 promoviert. Ab 1912 war er im badischen Schuldienst tätig, ab Januar 1914 am Mannheimer Real-Gymnasium, der Lessingschule. Im Ersten Weltkrieg war er als Militärdolmetscher im Kriegsgefangenenlager Sennelager tätig. Billigheimer gehörte dem Philologenverband und der Deutschen Demokratischen Partei an. Er war Mitglied des Synagogenrats der Jüdischen Gemeinde Mannheims und Mitglied der Landessynode sowie seit 1931 Vorsitzender der Liberal-Jüdischen Vereinigung Mannheims. 1921 heiratete er in Mannheim Gertrud, geb. Feitler (1896–1988), das Paar adoptierte zwei Söhne.
Aufgrund des von den Nationalsozialisten erlassenen Gesetzes zur Wiederherstellung des Berufsbeamtentums wurde Billigheimer im Juli 1933 beurlaubt. Es folgte die Aberkennung seines Doktorgrades. Er stellte sich daraufhin dem Lehrhaus der Jüdischen Gemeinde in Mannheim zur Verfügung. Im Rahmen der Novemberpogrome 1938 wurde Billigheimer ins Konzentrationslager Dachau verschleppt. Im März 1939 gelang es ihm, nach Australien auszuwandern. In Melbourne unterrichtete er mehr als 20 Jahre lang an der anglikanischen Caulfield Grammar School Deutsch, Französisch und Latein und verfasste zahlreiche Aufsätze zur deutschen und jüdischen Geistesgeschichte. Billigheimer war daneben bis 1964 Direktor des Jorak Hebrew Centre und hielt zahlreiche Gastvorträge.
Für Samuel Billigheimer wurde in der Rathenaustraße 1 in Mannheim ein Stolperstein verlegt.

## Ehrungen
- Großes Verdienstkreuz der Bundesrepublik Deutschland, verliehen am 3. August 1969.[3]

## Schriften (Auswahl)
- Das religiöse Leben Sully Prudhommes: genetisch dargestellt. Poppen, Freiburg i. Br. 1911.
- Eine kleine Lese [Gedichte]. 2. Auflage, Melbourne 1961.
- Stimmen unseres Lebens: neue Gedichtfolge, Melbourne 1963.
- Commemoration Lecture on Martin Buber. In: Milla wa-Milla: the Australian bulletin of comparative religion, 1965, S. 23–31.
- On the Conflicts of Jewish Liturgy in the First Decade of our Century. In: Milla wa-Milla: The Australian Bulletin of Comparative Religion, 1970, S. 47–68.
- Karl Billigheimer. In: Mannheimer Hefte, 1972, Heft 1, S. 38–40.